# Oxypterna scapularis
Oxypterna scapularis är en insektsart som beskrevs av Moeed 1971. Oxypterna scapularis ingår i släktet Oxypterna och familjen gräshoppor. Inga underarter finns listade i Catalogue of Life.